# ISO 8601

Förklaring till ISO 8601 - alla tre utvidgningar som visas är giltiga.

ISO 8601 är en internationell ISO-standard för angivelse av datum, tid och tidsintervall, med syfte att kunna ange dessa entydigt. Den publicerades 1988 och har den officiella titeln Data elements and interchange formats — Information interchange — Representation of dates and times.
ISO 8601 kännetecknas av att de olika komponenterna anges numeriskt med fast bredd (utfyllt med siffran 0) samt i fallande ordning från det mest signifikanta till det minst signifikanta. Ett exempel för datum är 2001-01-10 för 10 januari 2001.
Standarden ISO 8601 är vidare baserad på den gregorianska kalendern och UTC, vilket medför att tiden baseras på SI-enheten sekund som grupperas i minuter (60, 61 eller 62 sekunder långa beroende på ingen, en eller två skottsekunder), timmar (60 minuter långa), dygn (24 timmar långa), veckor (7 dygn långa), månader (28 till 31 dagar långa) och år (12 månader; 365 eller 366 dygn långa beroende på skottår). För år före 1582, då den gregorianska kalendern introducerades, bör standarden inte användas utan en skild överenskommelse om hur datumen skall tolkas. För historiska händelser som inträffat innan den gregorianska kalendern slagit igenom överallt måste man kontrollera huruvida datum i andra format behöver konverteras till den gregorianska kalendern innan de anges med ISO 8601.
Ett exempel på en detaljerad tidsangivelse är 20010203T0405+0100 och 2001-02-03T04:05+01:00, som båda anger 3 februari 2001 klockan 04:05 i tidszonen som ligger en timme före UTC.
I Sverige tillämpas internationella standarden ISO 8601-1:2019.

## Datum
Datum anges vanligtvis som YYYYMMDD eller YYYY-MM-DD där YYYY är årtal (0000–9999), MM är månad (01–12) och DD är dag i månad (01–31).
Årtalet anges alltid med minst fyra siffror, månad och dag alltid med två. Det är tillåtet att skilja komponenterna åt med - (Unicode: U+002D Bindestreck-minus). Exempel: 2001-01-10 för den 10 januari 2001.
Standarden täcker i sin grundläggande form åren 1 f.Kr. till 9999 e.Kr., varvid 1 f.Kr. betecknas 0000. Om årtal utom detta intervall behöver hanteras måste man skilt komma överens om antal siffror och hur årtalen skall tolkas, liksom för år före 1582, då den gregorianska kalendern introducerades.
ISO 8601 tillåter att historiska datum före år 0000 betecknas genom att lägga till ett minustecken framför de fyra siffrorna och justera årtalet (år noll används ofta i datum enligt ISO-standarden, men inte i den normala julianska eller gregorianska tideräkningen). Det är även tillåtet att lägga till fler siffror om ett årtal större än 9999 eller lägre än -9999 kan behöva representeras. För äldre datum måste man ta hänsyn till övergången från den julianska till den gregorianska kalendern (gamla och nya stilen), som inleddes 1582, men som i delar av världen inte genomfördes förrän långt senare; Turkiet införde den gregorianska kalendern 1926.

## Tid
Tiden anges beroende på vilken precision som behövs som antingen timme, timme och minut eller timme, minut och sekund (5.3.1.2). Varje del anges med ett tvåsiffrigt heltal (med inledande nolla om talet är lägre än 10) där timmar är 00–23, minuter 00–59 och sekunder 00–59 (eller 00–60 vid skottsekund). Den minst signifikanta angivna komponenten kan dock anges med valfritt antal decimaler för att åstadkomma nödvändig precision.
De olika tidskomponenterna skrivs antingen ihop eller separeras av ett kolon (4.5) (Detta skiljer sig från svensk typografi). Om en komponent har decimaler används ett komma (rekommenderat i standarden) eller en punkt som separator mellan heltalet och decimalerna (5.3.1.3)
Om tiden är angiven i UTC kan detta indikeras genom att lägga till ett Z. Andra tidszoner anges genom att lägga till ett plus- eller minus-tecken beroende på om den avsedda tidszonen är före eller efter UTC, följt av skillnaden i timmar eller timmar och minuter. Tidskomponenterna anges som tvåsiffriga heltal och skrivs antingen ihop eller separeras av ett kolon. (5.3.4.1) Följande exempel anger samma klockslag: 09:03:01Z, 11:03:01+0200 och 15:48:01+0645.

## Datum och tid
För att beskriva en exakt tidpunkt med både datum och tid åtskiljs dessa av ett T. Exempel: 2007-02-10T15:00, som avser den 10 februari 2007 klockan 15:00.

## Årtal före den Gregorianska kalenderns epok
För årtal före år 1, skiljer sig ISO 8601 ifrån den traditionella årtalsformen, eftersom man har med år 0000.
| Trad. år | 6 f.Kr. | 5 f.Kr. | 4 f.Kr. | 3 f.Kr. | 2 f.Kr. | 1 f.Kr. | 1 e.Kr. | 2 e.Kr. | 3 e.Kr. | 4 e.Kr. | 5 e.Kr. | 6 e.Kr. | 7 e.Kr. |
| ISO 8601 | −0005   | −0004   | −0003   | −0002   | −0001   | 0000    | 0001    | 0002    | 0003    | 0004    | 0005    | 0006    | 0007    |

## Intervall
Dokumentet beskriver även hur man skriver tidsintervall. I vardagliga sammanhang används dock aldrig denna form. Exempel på där den faktiskt används är i detaljerade beskrivningar av flygplatsrutiner.
Ett intervall kan beskrivas på fyra sätt. Antingen med start- och sluttid, med starttid och längd, med längd och sluttid eller enbart längd.
Ett intervalls längd anges alltid med bokstaven P följt av specifikation i år (Y), månader (M), dagar (D), timmar (H), minuter (M) och sekunder (S) eller kombinationer därav. För att skilja på månader och minuter anger man tid med ett T på samma sätt som ovan. Exempel: P24H eller PT24H är det samma som P1D. P5DT1M anger ett intervall på 5 dagar och 1 minut.
För att beskriva intervall med specifika tidpunkter använder man /. Några exempel på hur man kan beskriva år 2007 (notera att alla betyder samma sak): 20070101000000/P1Y eller 20070101000000/20071231235959 eller P1Y/20071231235959.

## Giltighet
Den europeiska standardiseringsorganisationen CEN har accepterat ISO 8601 under beteckningen EN 28601 som standard för dess nationella medlemmar
Österrike, Belgien, Tjeckien, Danmark, Finland, Frankrike, Tyskland, Grekland, Island, Irland, Italien, Luxemburg, Nederländerna, Norge, Portugal, Spanien, Sverige, Schweiz och Storbritannien.
Detta innebär i praktiken att ISO 8601 är nationell standard i alla dessa länder.[källa behövs]

## Tillämpning
Sverige har påståtts vara ett av få länder att använda ISO 8601 i det dagliga livet. Detta hänger möjligen samman med att de svenska personnumren som infördes redan 1947 är uppbyggda enligt denna princip, medan till exempel finska och norska personnummer i stället börjar med DDMMÅÅ. Emellertid hör världens näst mest folkrika land Kina till de länder som följer ISO 8601 i det dagliga livet. Även Japan har en motsvarande standard, förtydligat enligt standarden 2008年12月31日 (där kanji-tecknen efter siffrorna står för respektive år, månad och dag). Även Nordkorea använder ISO 8601-standarden för datering,[källa behövs] och enligt rapporter också Sydkorea och Ungern.
På körkort i Sverige används DD.MM.ÅÅÅÅ (dag.månad.år) från den 19 januari 2013. Detta beror på Europaparlamentets och rådets direktiv 2006/126/EG av den 20 december 2006 om körkort ("tredje körkortsdirektivet"), som bland annat slår fast ett gemensamt utseende för alla körkort som utfärdas av länder inom EU och EES. Därmed frångås tidigare svensk och europeisk datumstandard.
I många länder i Europa, till exempel Tyskland och Danmark, skriver man istället DD.MM.ÅÅ, det vill säga 2 januari 2006 skrivs 02.01.06.[källa behövs] Likaså skrivs bäst-före-datum på mat i Europa (även i Sverige) i ordningen DD MM ÅÅ. Detta bör skiljas från 020106, som enligt ISO 8601 skall tolkas som 6 januari 2002. Särskilt förvirrande är att också detta senare datum också i vissa sammanhang betecknats som 02.01.06, vilket inte är i enlighet med standarderna.
I USA är den vanliga ordningen för skrivande av datum numerärt: MM/DD/ÅÅ, något som kan förvilla ytterligare i kommunikationer människor emellan, speciellt då det i Storbritannien vanligt förekommande datumformatet är DD/MM/ÅÅ. Så i en engelskspråkig text kan datumet 10/11/12 antingen betyda den 11 oktober år 2012, eller den 10 november år 2012.